# Azucena Hernández Iglesias
Azucena Hernández Iglesias (Sevilla, 21 de març de 1960 - Guadalajara, 4 de desembre de 2019) va ser una actriu espanyola que va desenvolupar la seva carrera artística des de finals de la dècada de 1970 fins a mitjan 1980.

## Biografia
Amb només disset anys va ser escollida Miss Catalunya a la localitat d'Agramunt i més tard es va presentar a Miss Espanya a el Campello (Alacant). El 1978 se’n va anar a Madrid on va començar la seva activitat com a actriu amb la pel·lícula: Las eróticas vacaciones de Estela, del subgènere conegut com a Cinema S de la Transició, conegut com «el destape». La seguiren altres pel·lícules similars com Bacanal en directo, i altres de caràcter humorístic com El consenso.
El 1980 va intervenir en la pel·lícula de terror El retorno del hombre-lobo, de Paul Naschy, que va ser exportada a diversos països sota el títol de The Craving, la qual cosa li va proporcionar certa popularitat a l'estranger.
Va provar fortuna en el teatre, arribant a intervenir en l'obra Enrique IV, adaptació espanyola de l'original de Luigi Pirandello. A més va aparèixer en diversos programes de televisió, actuant primer en Antología de la Zarzuela (1979) de Fernando García de la Vega, on va intervenir en almenys sis sarsuelas. Va arribar a participar també com hostessa als programes-concurso Ding-Dong (1980), amb Andrés Pajares i Mayra Gómez-Kemp i Gol... y al Mundial-82 (1981-82), de Fernando García de la Vega.
La seva vitalitat, al costat de la seva bellesa, gran vocació i ambició, van aconseguir fer d'ella una actriu important durant la dècada dels 80. Finalitzat el rodatge de la pel·lícula La estanquera de Vallecas, després d'un gravíssim accident de trànsit a Las Rozas de Madrid, la nit del 15 al 16 d'octubre de 1986 Azucena Hernández va quedar tetraplègica, quedant frustrada la seva emergent carrera al cinema.
Posteriorment va fer algunes aparicions a televisió sobre la dura adaptació a la seva discapacitat, sent de les primeres persones a reivindicar la eutanàsia davant les càmares, petició que va caire en l'oblit després del seu ingrés durant 1986 al Centre d'Atenció a Persones amb Discapacitat Física de Guadalajara.
Va morir a Guadalajara el 4 de desembre de 2019 als 59 anys.

## Filmografia
- Las eróticas vacaciones de Estela (1978)
- Bacanal en directo (1979)
- El retorno del Hombre-Lobo (1980)
- El erótico enmascarado (1980)
- Crónicas del bromuro (1980)
- El consenso (1980)
- La vida, el amor y la muerte (1980)
- Adiós, querida mamá (1980)
- Brujas mágicas (1981)
- La momia nacional (1981)
- ¡Qué gozada de divorcio! (1981)
- Adulterio nacional (1982)
- Todos al suelo (1982)
- ¡Que vienen los socialistas! (1982)
- El Cid cabreador (1983)
- Hundra (1983)
- Cuando Almanzor perdió el tambor (1984)
- Playboy en paro (1984)
- El pan debajo del brazo (1984)
- El carnaval de las bestias (1985)
- El recomendado (1985)
- Don Cipote de la Manga (1985)
- La estanquera de Vallecas (1986)